# 蕭耀 (明朝)
蕭耀（1603年—17世紀），字闇然，南直隸宣州衛籍寧國府涇縣人，明朝、南明軍事人物。

## 生平
蕭耀是崇禎四年（1631年）的武進士，獲授真定副總兵，次年（1632年）陞大同將軍堡守備，後任都督同知、廣東總兵。隆武年間他和王承恩、劉繩武、陳熙、謝國斌扈駕至汀州，加官柱國；廣州失陷，蕭耀兵敗自刎，妾劉氏、幼子蕭培都出家為僧。

## 引用
1. 1 2  錢海岳《南明史·卷一百一·列傳第七十七》：（隆武時王承恩）已與蕭耀、劉繩武、陳熙、謝國斌扈駕汀州。…… 耀，字闇然，涇縣人。崇禎四年武進士。真定副總兵、都督同知廣東總兵，加柱國。廣州陷，自刎死，妾劉子培為僧。
2. ↑  《明清史料·辛編第三本》：〈兵部題行推補保鎮大龍門把總稿〉：……蕭耀，年三十三歲，係南直隸宣州衛武進士，崇禎五年二月推大同將軍堡守備……崇禎八年十一月十七日署司事郎中包鳳起、員外郎王驥
3. ↑  光緒《重修安徽通志·卷一百六十七·人物志·忠節二》：蕭耀，字闇然，涇縣人，以武進士厯兩廣總兵。大兵下兩粵，耀兵敗自刎，妾劉氏、幼子培俱入空門以終。…… 《寧國府志》